# Nelson Algren

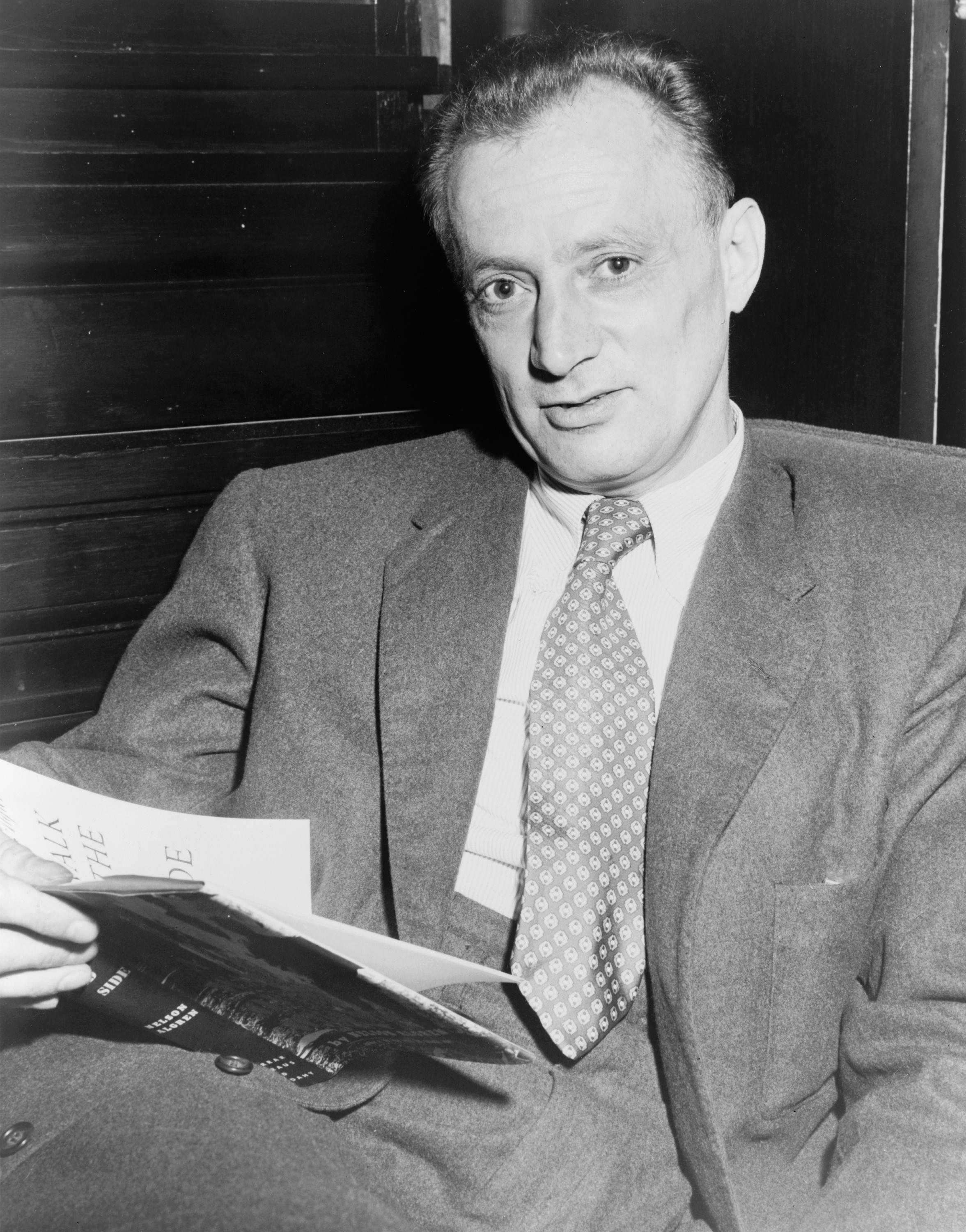
Nelson Algren

Nelson Algren (* 28. März 1909 in Detroit, Michigan; † 9. Mai 1981 in Sag Harbor, New York) war ein US-amerikanischer Schriftsteller.

## Leben
Nelson Algren wuchs in Chicago auf. Nach dem Examen an der Universität Illinois durchstreifte er während der Wirtschaftskrise in den 1930er Jahren den amerikanischen Südwesten. Während dieser Zeit entstand das Material für seine erste Kurzgeschichte, die 1933 unter dem Titel So help me erschien. Vor dem Zweiten Weltkrieg war Algren an einem staatlich geförderten Schriftstellerprojekt beteiligt sowie im Gesundheitsamt der Stadt Chicago beschäftigt. Im Zweiten Weltkrieg diente er als Sanitäter in Europa. Nach der Entlassung aus dem Militärdienst kehrte Algren nach Chicago-West zurück und nahm die Arbeit an seinem ersten Roman auf. Das Werk erschien 1949 unter dem Titel The Man with the Golden Arm (deutscher Titel Der Mann mit dem goldenen Arm).
Für eine geplante Musicalfassung des 1956 erschienenen Romans A Walk on the Wild Side, der 1961 ebenfalls verfilmt wurde, schrieb Lou Reed 1970 den gleichnamigen Song. Nachdem das Projekt nie realisiert wurde, nahm er den Song 1972 für sein Album Transformer auf. Walk on the Wild Side wurde zu einem seiner bekanntesten Songs.
Am 9. Mai 1981 wollte Nelson Algren seine Aufnahme in die American Academy of Arts and Letters feiern, doch er starb, kurz bevor die ersten Gäste eintrafen. Der Legende nach fand man ihn auf dem Küchenfußboden liegend mit einem Whiskey-Glas in der Hand. Wolf Wondratschek zitiert in einem 1987 erschienenem Nachruf auf Algren einen der Partygäste mit den Worten: „Er hatte die Drinks gemischt. Jetzt muss er wenigstens die Gläser nicht mehr abspülen.“
Algren war zeitweilig mit der französischen Schriftstellerin Simone de Beauvoir liiert. Ihre Briefe an Nelson Algren erschienen 1997 unter dem Titel Eine transatlantische Liebe – Briefe an Nelson Algren 1947–1964. Nach ihrem Tod im Jahr 1986 wurde de Beauvoir mit einem Ring, den ihr Algren geschenkt hatte, beerdigt.

## Auszeichnungen
- 1950: National Book Award für The Man with the Golden Arm

## Werke
- 1935: Somebody in Boots.
  - Deutsche Ausgabe: Der Gestiefelte.
- 1942: Never Come Morning.
  - Deutsche Ausgabe: Nacht ohne Morgen. Mit einem Nachwort von Richard Wright. Aus dem amerikanischen Englisch übersetzt von Werner von Grünau. Rowohlt Verlag, Hamburg 1956.
- 1947: The Neon Wilderness.
  - Deutsche Ausgabe: Im Neon-Dschungel.
- 1949: The Man with the Golden Arm.
  - Deutsche Ausgabe: Der Mann mit dem goldenen Arm. Aus dem amerikanischen Englisch übersetzt von Werner von Grünau. Rowohlt Verlag, Hamburg 1952.
- 1956: A Walk on the Wild Side.
  - Deutsche Ausgabe:  Wildnis des Lebens. Aus dem amerikanischen Englisch übersetzt von Werner von Grünau. Rowohlt Verlag, Hamburg 1959.
- 1981: The Devil's Stocking.
  - Deutsche Ausgabe: Calhoun - Roman eines Verbrechens. Herausgegeben und aus dem amerikanischen Englisch übersetzt von Carl Weissner. Mit einem Vorwort von Wolf Wondratschek. Verlag Zweitausendeins, Frankfurt am Main 1981.

## Cinematografie
- 1955: Der Mann mit dem goldenen Arm (The man with the golden arm) – Regie: Otto Preminger
- 1961: Auf glühendem Pflaster (Walk on the wild side) – Regie: Edward Dmytryk